# Kerkhof van Petegem-aan-de-Schelde
Het Kerkhof van Petegem-aan-de-Schelde is een gemeentelijke begraafplaats in het Oost-Vlaamse dorp Petegem-aan-de-Schelde, een deelgemeente van Wortegem-Petegem. Het kerkhof ligt in het dorpscentrum rond de Sint-Martinuskerk en is omgeven door een wit geschilderde bakstenen muur.

## Brits oorlogsgraf
Op het kerkhof ligt het graf van de Britse soldaat A. F. Hills. Hij stierf op 10 december 1918. Zijn graf wordt onderhouden door de Commonwealth War Graves Commission en is daar geregistreerd onder Petegem Churchyard.

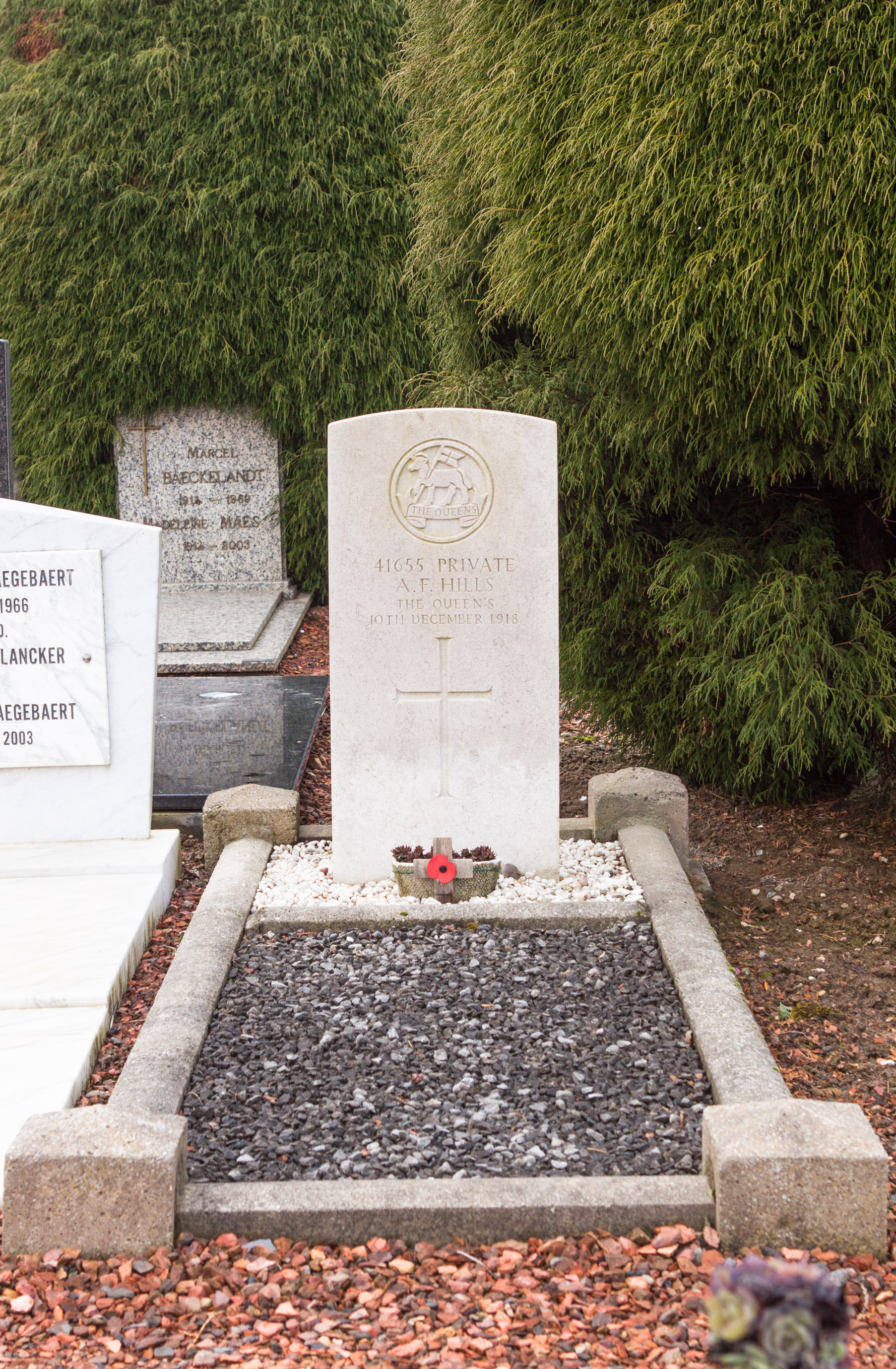
Brits graf